# Валькирия: Восхождение на трон
Валькирия: Восхождение на трон — компьютерная игра в жанре RPG. О начале работы над игрой было впервые объявлено 1 августа 2007 года на сайте http://www.dvs-games.com. Выпущена 29 августа 2008 года компанией DVS и издана компанией 1С.
Вторая игра серии «Восхождение на трон» (Первая: «Восхождение на трон»). В отличие от предыдущей игры повествование идёт от лица Энеи, а не от Александра. В сюжете отражена история жизни главной героини, которую опустили в предыдущей игре.

## Сюжет
Сюжет игры разворачивается в фентезийной вселенной. Молодая лучница Энея из страны Аннарот предотвращает войну между Огантаром-миром людей и Аннаротом-миром троллей и орков, разгромив войско мятежного вождя Джарга близ города Амаза. Она узнаёт, что Джаргом «управляет» маг из Айрата, постоянно находящийся рядом с ним. Перед своим последним боем этот маг принимает истинную форму, превращаясь в демона Бальтазара, и рассказывает о Самаэле-демоне, захватившем Айрат. В финальной битве Энея, Рафаэль и Александр побеждают Самаэля, после идут финальные титры.

## Игровой процесс
По своей структуре игра совмещает в себе элементы ролевой игры и пошаговой стратегии. Между боями игрок перемещается по игровому миру, взаимодействует с NPC. Все это, а также вид от третьего лица, система квестов и распределения навыков является проявлением классической RPG. 

При вступлении в бой — игра переходит в стратегическую фазу. Бои происходят на том же пространстве, где игрок встретил врага, только разделённом на шестиугольники (иногда движок убирает с этой территории некоторые тяжёлые объекты, например замки). Принцип боя идентичен сражениям в играх серии Heroes of Might and Magic, единственное принципиальное отличие — каждый боец занимает отдельный шестиугольник, поэтому нужно учитывать, сколько бойцов сможет нанести удар, и совершенно по-другому думать о блокировании.

## Неофициальный патч
Через некоторое время после выпуска игры, бывшим программистом компании DVS был создан неофициальный патч, исправляющий три недочёта в ней. Было исправлено следующее: была убрана с дороги армия Джарга, которая по возвращении Энеи в Аннарот так и стоит рядом с замком Хана; устранён «вылет» игры по возвращении в Аннарот; исправлен значок в интерфейсе игры, где вместо Энеи находился Александр, как и в первой игре серии «Восхождение». Патч распространяется бесплатно, он не защищён авторскими правами. Например, скачать его можно по ссылке примечания 2.